# Mike Aigroz
Mike (Mikaël) Aigroz (* 23. Februar 1978) ist ein ehemaliger Schweizer Triathlet, Duathlet, Vizeeuropameister auf der Triathlon-Langdistanz (2012) und Ironman-Sieger (2015). Er wird in der Bestenliste Schweizer Triathleten auf der Ironman-Distanz geführt.

## Werdegang
1997 wurde Mike Aigroz Schweizer Meister Duathlon.
1998 wurde der erst 20-Jährige in Polen Dritter bei der Duathlon-Europameisterschaft.
Seit 2003 startete er im Triathlon. 2004 wurde er Zweiter auf der Langdistanz beim Triathlon International de Nice. Mike Aigroz startete auf der Mittel- (1,9 km Schwimmen, 90 km Radfahren und 21,1 km Laufen) und Langdistanz (3,8 km Schwimmen, 180 km Radfahren und 42,195 km Laufen). Er wurde trainiert von Marc Montandon und im Schwimmen von Laurent Vouilloz.
2011 wurde er Sechster beim Ironman Hawaii.
Im Juli 2012 wurde er Dritter beim Challenge Roth und damit hinter dem Sieger, dem Südafrikaner James Cunnama, als zweitbester Europäer Vizeeuropameister auf der Triathlon-Langdistanz.

Im September 2014 wurde er Dritter bei der Erstaustragung des Ironman Mallorca.
Im November 2015 gewann er den Ironman Malaysia.
2016 erklärte der damals 38-Jährige im November seine aktive Zeit im Spitzensport für beendet.
Mike Aigroz lebt in Château-d’Oex.

## Sportliche Erfolge
| Datum/Jahr    | Platz | Wettbewerb                                          | Austragungsort  | Zeit     | Bemerkung                                                                                            |
| ------------- | ----- | --------------------------------------------------- | --------------- | -------- | --- |
| 10. Juli 2016 | 8     | Ironman 70.3 Jönköping                              | Jönköping       | 03:57:53 | bei der Erstaustragung                                                                               |
| 4. Okt. 2015  | 1     | Natureman Triathlon                                 | Verdon          | 04:04:36 | [ 2 ]                                                                                                |
| 7. Juni 2015  | 5     | Ironman 70.3 Switzerland                            | Rapperswil-Jona | 03:59:10 | |
| 10. Mai 2014  | 10    | Ironman 70.3 Mallorca                               | Alcúdia         | 04:05:24 | |
| 2. Sep. 2012  | 3     | Ironman 70.3 Ireland                                | Galway          | 03:59:51 | |
| 4. Sep. 2011  | 1     | Ironman 70.3 Ireland                                | Galway          | 03:50:12 | [ 3 ]                                                                                                |
| 14. Aug. 2011 | 6     | Ironman 70.3 Germany                                | Wiesbaden       | 04:23:53 | |
| 7. Juni 2009  | 2     | Ironman 70.3 Switzerland                            | Rapperswil-Jona |          | |
| 5. Juni 2009  | 1     | Triathlon International d’Obernai                   | Obernai         | 02:08:52 | [ 4 ]                                                                                                |
| 1. Juni 2008  | 4     | Ironman 70.3 Switzerland                            | Rapperswil-Jona |          | |
| 2008          | 1     | Züri Triathlon                                      | Zürich          | 01:46:03 | |
| 2007          | 6     | Ironman 70.3 Switzerland                            | Rapperswil-Jona |          | |
| 30. Juni 2007 | 49    | ETU Short Distance Triathlon European Championships | Kopenhagen      | 01:56:48 | |
| 20. Aug. 2005 | 28    | ETU Short Distance Triathlon European Championships | Lausanne        | 02:00:11 | |
| 18. Apr. 2004 | 25    | ETU Short Distance Triathlon European Championships | Valencia        | 01:50:37 | |
| 21. Juni 2003 | 15    | ETU Short Distance Triathlon European Championships | Karlsbad        | 01:58:15 | Europameisterschaft über die olympische Distanz (1,5 km Schwimmen, 40 km Radfahren und 10 km Laufen) |
| 4. Juli 1998  | 32    | ETU Triathlon European Championship Junior Men      | Velden          | 02:01:05 | Junioren-Europameisterschaft                                                                         |

| Datum/Jahr    | Rang | Wettbewerb                                                   | Austragungsort  | Zeit     | Bemerkung                                                                                |
| ------------- | ---- | ------------------------------------------------------------ | --------------- | -------- | ---------------------------------------------------------------------------------------- |
| 24. Juli 2016 | 5    | Ironman Canada                                               | Whistler        | 08:40:24 |                                                                                          |
| 14. Nov. 2015 | 1    | Ironman Malaysia                                             | Langkawi        | 08:52:02 |                                                                                          |
| 23. Aug. 2015 | 6    | Ironman Copenhagen                                           | Kopenhagen      | 08:40:35 |                                                                                          |
| 27. Sep. 2014 | 3    | Ironman Mallorca                                             | Alcúdia         | 08:40:29 | Erstaustragung auf Mallorca                                                              |
| 14. Apr. 2013 | 31   | Ironman South Africa                                         | Port Elizabeth  | 09:20:27 |                                                                                          |
| 8. Juli 2012  | 2    | ETU Challenge Long Distance Triathlon European Championships | Roth            | 08:08:01 | Vizeeuropameister auf der Triathlon-Langdistanz mit dem dritten Rang beim Challenge Roth |
| 22. Apr. 2012 | 3    | Ironman South Africa                                         | Port Elizabeth  |          |                                                                                          |
| 8. Okt. 2011  | 6    | Ironman Hawaii                                               | Hawaii          | 08:21:07 | mit neuer persönlicher Bestzeit bei den Ironman World Championships                      |
| 10. Juli 2011 | 5    | Ironman Switzerland                                          | Zürich          | 08:38:21 |                                                                                          |
| 7. Mai 2011   | 5    | Ironman St. George                                           | St. George      | 08:42:06 |                                                                                          |
| 25. Juli 2010 | 3    | Ironman Switzerland                                          | Zürich          | 08:34:24 |                                                                                          |
| 10. Okt. 2009 | 44   | Ironman Hawaii                                               | Hawaiʻi (Insel) | 09:18:34 | erster Start bei den Ironman World Championships                                         |
| 30. Aug. 2009 | 2    | Ironman Canada                                               | Penticton       | 08:40:17 | zweiter Rang hinter dem US-amerikanischen Sieger Jordan Rapp                             |
| 22. Juni 2008 | 6    | Ironman France                                               | Nizza           | 08:56:43 |                                                                                          |
| 15. Juli 2007 | 19   | ITU Long Distance Triathlon World Championships              | Lorient         | 03:44:26 |                                                                                          |
| 26. Sep. 2004 | 2    | Triathlon International de Nice                              | Nizza           |          |                                                                                          |

| Datum/Jahr | Rang | Wettbewerb                          | Austragungsort | Zeit | Bemerkung                 |
| ---------- | ---- | ----------------------------------- | -------------- | ---- | ------------------------- |
| 1998       | 3    | ETU Duathlon European Championships |                |      |                           |
| 1997       | 1    | Swiss Championship Duathlon         | Genf           |      | Schweizermeister Duathlon |
| 1997       | 4    | ITU Duathlon World Championships    | Gernica        |      |                           |
| 1996       | 4    | ITU Duathlon World Championships    |                |      |                           |

(DNF – Did Not Finish)